# Hildegard Thorell
Hildegard Katarina Thorell (ur. 22 maja 1850 w Nykroppie, zm. 2 lutego 1930 w Sztokholmie) – szwedzka malarka.

## Życiorys
Była córką Augusta Filipa Bergendahla, właściciela fabryki, i Hildegard Wennerlund. Miała kilkoro rodzeństwa. W 1872 wyszła za mąż za audytora wojskowego, później sędziego, 11 lat starszego Oskara Reinholda Thorella. Zachęcał ją do rozwijania malarskiej pasji.
Malowała już w młodości. W wieku 16 lat towarzyszyła siostrze w podróży do Sztokholmu, gdzie pobierała prywatne lekcje rysunku i malarstwa. W latach 1876–1879 studiowała w Szwedzkiej Królewskiej Akademii Sztuki w Sztokholmie, gdzie była jedyną mężatką. Uczyła się u Johana Christoffera Boklunda i Georga von Rosena. Po skończeniu studiów została uczennicą Berthy Wegmann, portrecistki z Kopenhagi. Następnie uczyła się w Dreźnie w szkole artystycznej założonej przez holendersko-niemieckiego malarza Jamesa Marshalla. Później wyjechała do Paryża, gdzie uczyła się pod okiem Léona Bonnata i Jeana-Léona Gérôme’a. Dzieliła pracownię z Julią Beck, Anną Munthe Norstedt i Elisabeth Keyser.
Zyskała sławę portretem panny Gray, który namalowała w Paryżu w 1880. Obraz wystawiono w Szwecji i zakupiono do Muzeum Sztuki w Göteborgu. Opinię publiczną zaskoczyło, że wyjechała sama, by malować, zostawiając męża w Szwecji.
Po powrocie z Paryża Thorellowie osiedlili się na Djurgården w domu zwanym Villa Thorell. Prowadzili tam bogate życie towarzyskie. Często gościli artystów, autorów i inne osobistości kulturalne Szwecji. Hildegard Thorell wybrała się w podróży studyjne m.in. do Włoch i Holandii.

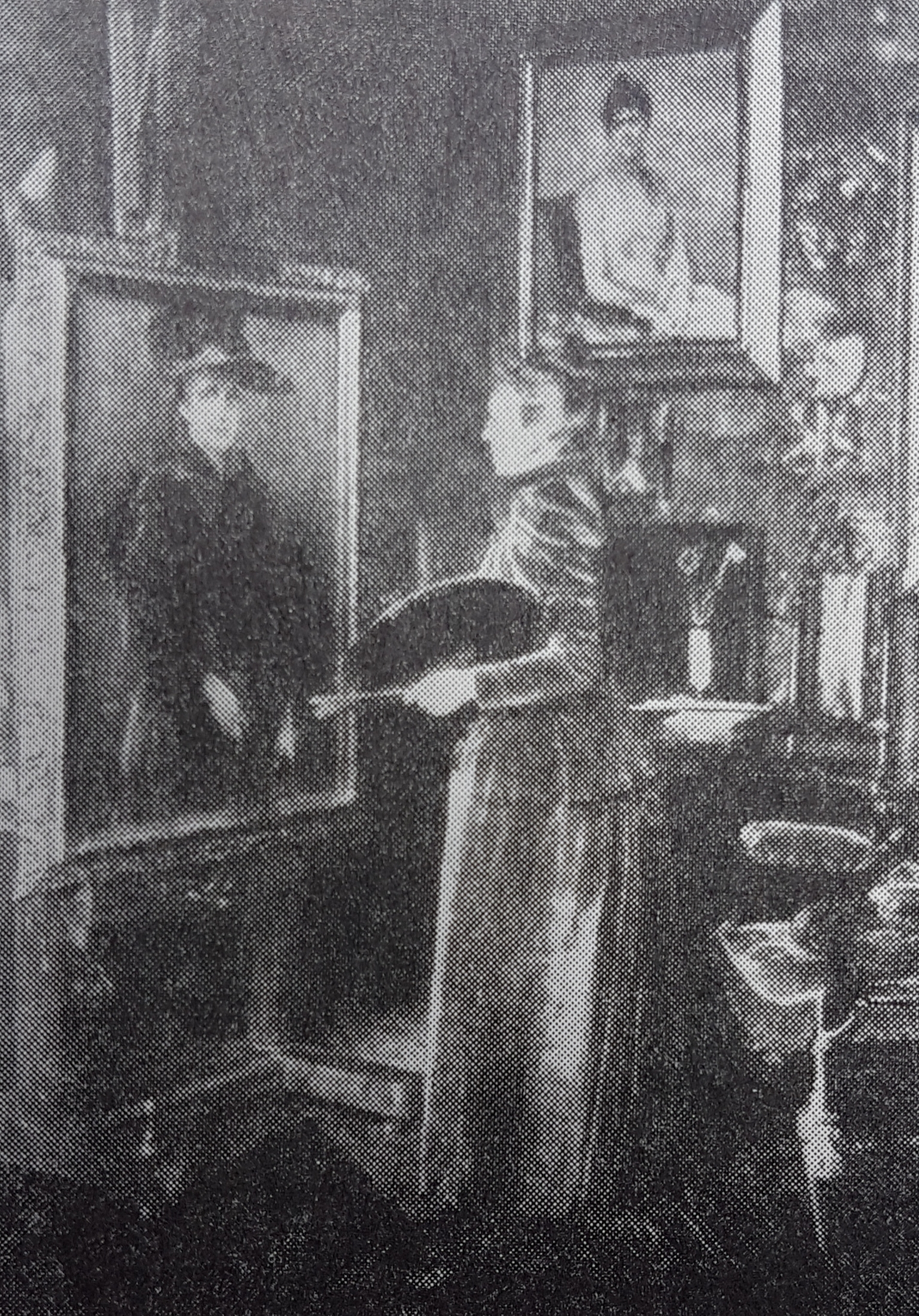
Hildegard Thorell przy pracy

Malowała głównie duże portrety. Sportretowała m.in. śpiewaka operowego Carla Fredrika „Lunkana” Lundqvista, królową Wiktorię i Arthura Hazeliusa. Jej portrety, zwłaszcza przestawienia kobiet, były inspirowane impresjonizmem i prerafaelitami. Miała również silne wyczucie światła i koloru. Była chwalona za realizm.
Od czasów przyjaźniła się z Ottilią Adelborg. Wraz z Jenny Nyström i Hanną Pauli uczestniczyły w wystawie sztuki w Chicago. W 1885 wystawiała swoje prace (m.in. z Anną Gardell-Ericson i Charlotte Wahlström) w księgarni i sklepie z dziełami sztuki Carla Sunesona. Jesienią 1885 zorganizowano ich pierwszą wystawę w Konstsalong Blanch w Sztokholmie. Zaprezentowano 155 prac 59 artystów, w tym Thorell. Brała udział w wystawach sztuki nordyckiej w Kopenhadze, w wystawie stowarzyszenia Föreningen Svenska Konstnärinnor w Królewskiej Akademii Sztuk Pięknych, w międzynarodowych wystawach w Lubece, Monachium, Kopenhadze i Barcelonie.
W 1883 w Królewskiej Szwedzkiej Akademii Sztuk Pięknych została mianowana agré. Był to tytuł dla młodszych artystów, uważanych za jeszcze niedostatecznie dojrzałych, by można było ich przyjąć do akademii, ale pracujących zgodnie z jej założeniami. W 1885 wzięła udział w „protestach przeciwników” tej praktyki – z ponad 80 artystami domagała się reformy edukacji artystycznej w akademii, organizacji wystaw i wsparcia dla artystów. Żądania zostały odrzucone. Protestujący założyli stowarzyszenie Konstnärsförbundet. Hildegard Thorell była jego członkinią w latach 1886–1891.
W 1886 Hildegard Thorell dołączyła do stowarzyszenia Sällskapet Nya Idun, organizacji zrzeszającej kobiety aktywne naukowo, literacko, artystycznie, pedagogicznie i społecznie. Założycielkami były Calla Curman, Ellen Key, Ellen Fries, Amelie Wikström i Hanna Winge. W kolejnych latach Hildegard Thorell na spotkaniach stowarzyszenia prezentowała swoje prace, głównie portrety. W 1889 wzięła udział w Wystawie Światowej w Paryżu.
Od początku lat 90. XIX wieku należała do stowarzyszenia artystów Svenska konstnärernas förening i brała udział w ich wystawach. W 1891 zaangażowała się w prace stowarzyszenie kobiet Svenska kvinnoföreningen för fosterlandets försvar. Z czasem została członkinią zarządu.
Po śmierci męża, który odszedł po długiej chorobie latem 1914, Hildegard Thorell przestała brać udział w wystawach w Sztokholmie, ale jej obrazy pokazano na Wystawie Bałtyckiej w 1914. W 1917 miała samodzielną wystawę w Królewskiej Akademii Sztuk Pięknych, w 1922 uczestniczyła w wiosennym salonie Liljevalch.
Hildegard Thorell zmarła po krótkiej chorobie w swoim domu w Sztokholmie. W testamencie część swoich dzieł przekazała instytucjom publicznym, w tym Nationalmuseum, Muzeum Nordyckiemu i innym placówkom w kraju, zaś fundusze Skytteförbundens överstyrelse, by działało jako Reinhold and Hildegard Thorell’s donationsfond. Została pochowana wraz z mężem na cmentarzu Solna.
Jej prace znajdują się w wielu muzeach głównie w Szwecji, w tym w Nationalmuseum, Muzeum Sztuki w Göteborgu, Muzeum Nordyckim, jak również w Muzeum w Lubece.
W 1932 w Królewskiej Szwedzkiej Akademii Sztuk Pięknych w Sztokholmie odbyła się jej wystawa pamiątkowa. Jej wybrane obrazy pokazano na wystawie Przesilenie. Malarstwo Północy 1880–1910 w Muzeum Narodowym w Warszawie w latach 2022–2023.

## Galeria

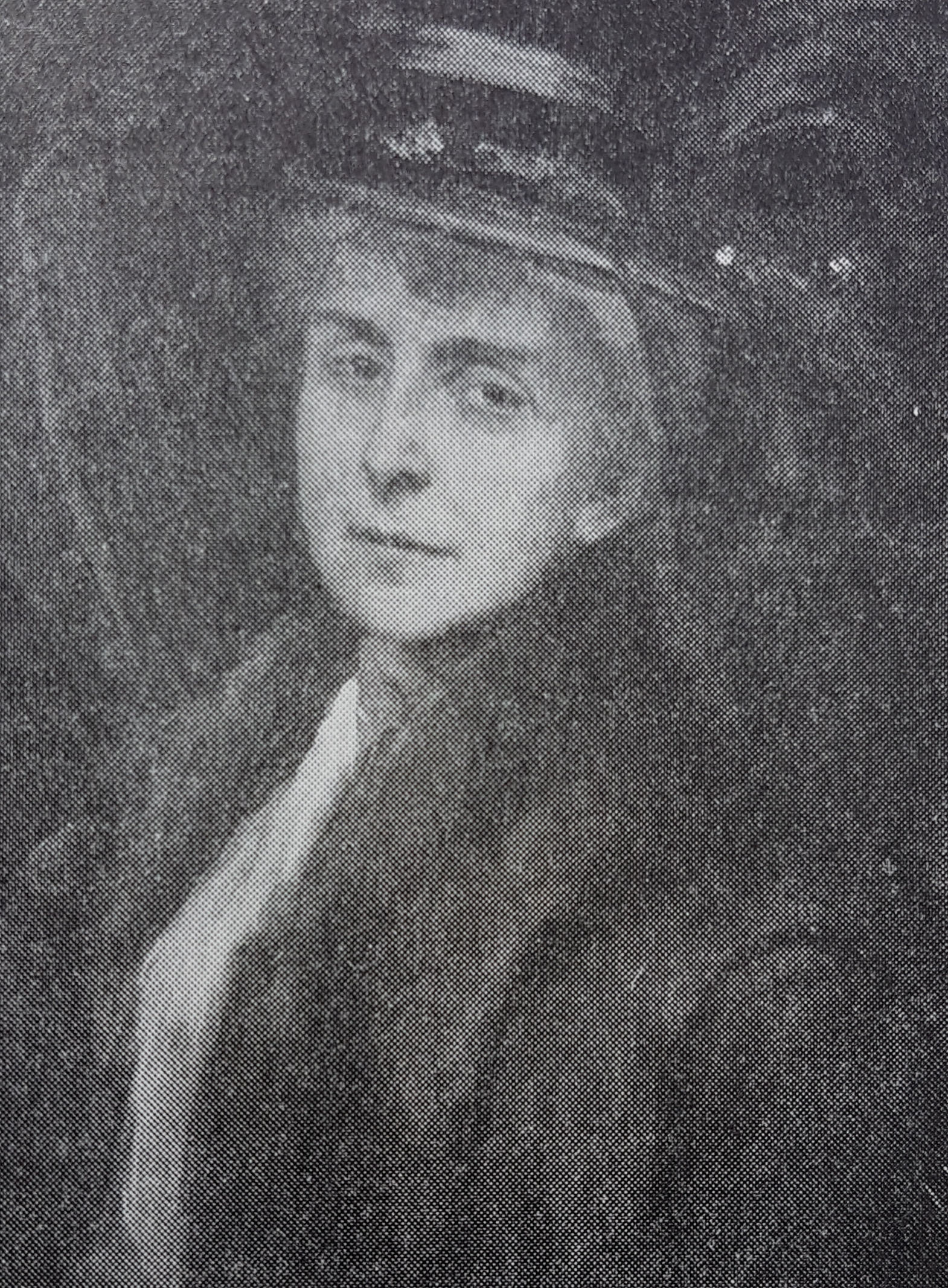
Autoportret, 1890
Portret Reinholda Norstedta, 1892
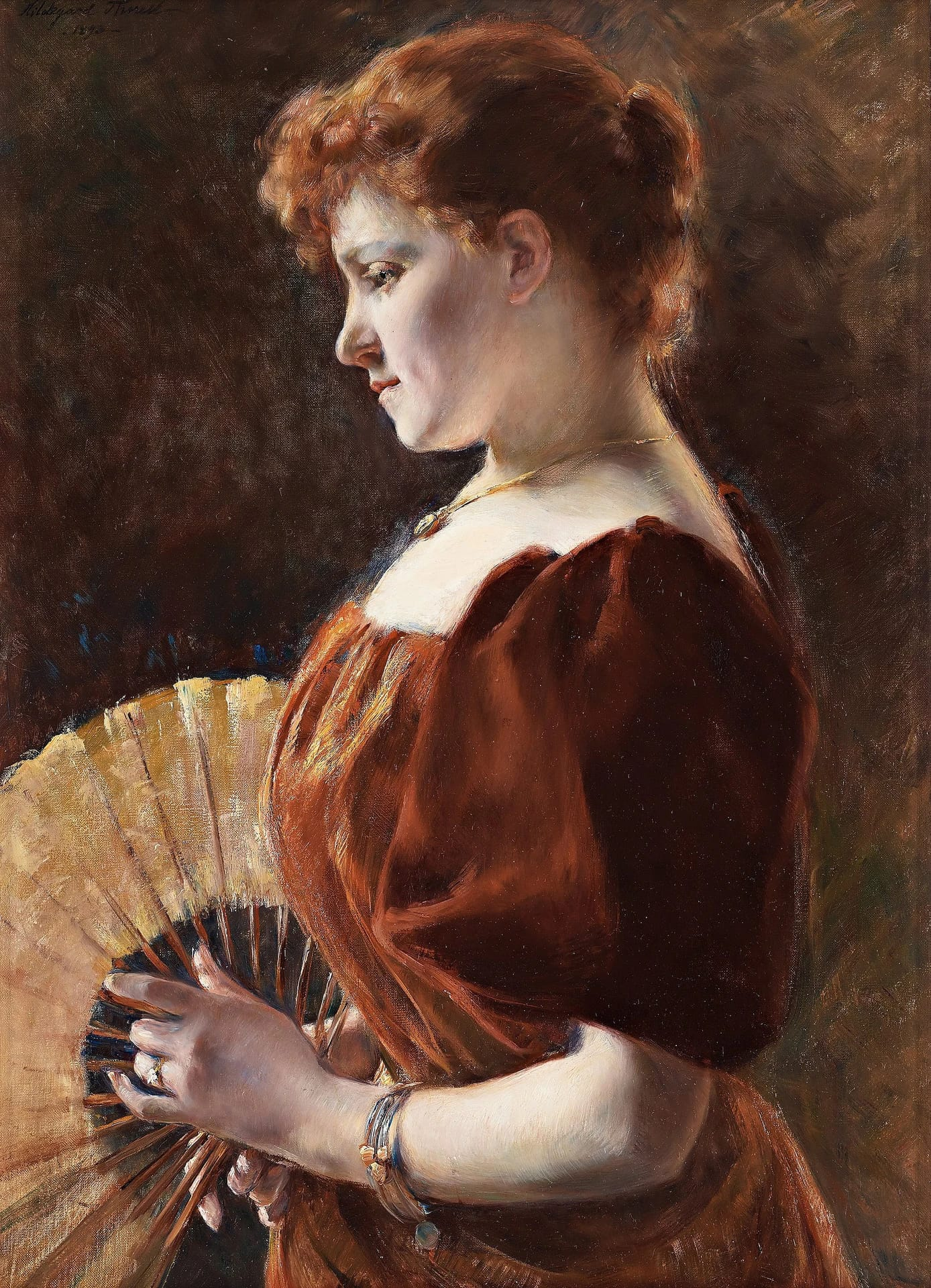
Młoda kobieta z wachlarzem, 1893
Matczyna radość, 1894
Kobieta w żałobie, 1896
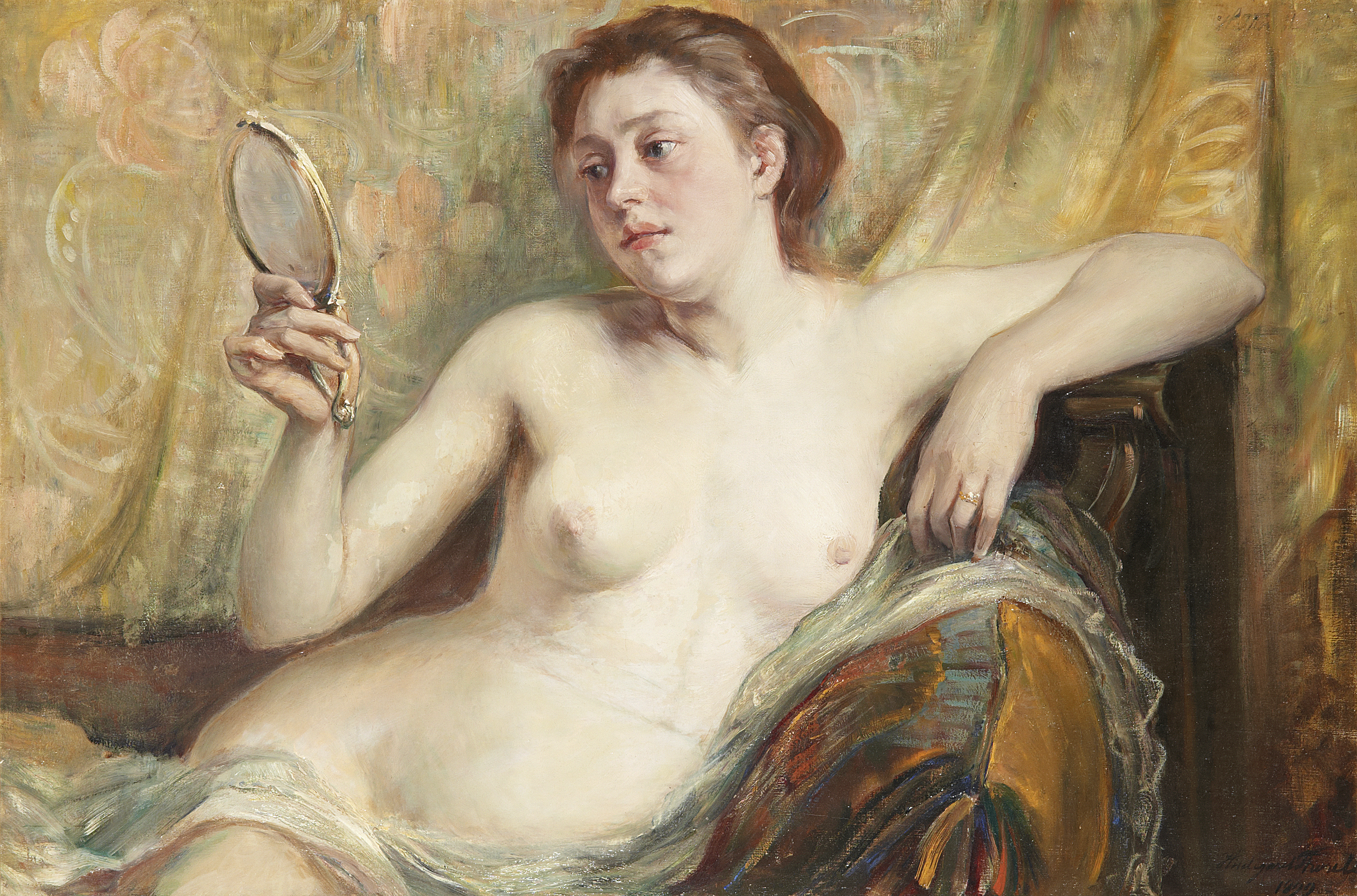
Modelka z lustrem, 1899
Portret skrzypaczki Sigrid Lindberg, 1900
Portret pani von Klingsthorst, 1911
Portret Augusty Charlotty Sofii Wästfelt, 1913